# Renato Kotnik
Renato Kotnik, slovenski nogometaš, * 1. marec 1970.
Kotnik je nekdanji profesionalni nogometaš, ki je igral na položaju vezista. V svoji karieri je igral za slovenske klube Maribor, Korotan in Malečnik ter avstrijske Waidhofen/Ybbs, Eintracht Wels, Ilzer, Jennersdorf in Schwanberg. Skupno je v prvi slovenski ligi odigral 172 tekem in dosegel 20 golov. Z Mariborom je v letih 1992 in 1994 osvojil slovenski pokal.